# Kento Misao
Kento Misao (三竿 健斗, Misao Kento), né le 16 avril 1996 à Musashino au Japon, est un footballeur international japonais. Il évolue au poste de milieu défensif aux Kashima Antlers.

## Biographie

### En club
Le 19 juillet 2023, Kento Misao rejoint la Belgique afin de s'engager en faveur de l'OH Louvain. Il signe un contrat de deux ans, soit jusqu'en juin 2025.

### En sélection
Avec l'équipe du Japon des moins de 17 ans, il participe à la Coupe du monde des moins de 17 ans en 2013. Lors du mondial junior, il joue deux matchs : contre la Russie, et la Tunisie.
Il dispute ensuite le championnat d'Asie des moins de 23 ans en 2016. Le Japon remporte la compétition en battant la Corée du Sud en finale.

## Palmarès
Il remporte le championnat d'Asie des moins de 23 ans en 2016 avec la sélection japonaise. 